# Xã Iroquois, Quận Newton, Indiana
Xã Iroquois (tiếng Anh: Iroquois Township) là một xã thuộc quận Newton, tiểu bang Indiana, Hoa Kỳ. Năm 2010, dân số của xã này là 1.358 người.